# Закария Абуклал
Закария Абуклал (на арабски: زكريا أبوخلال) е марокански и нидерландски футболист роден на 28 ноември 1996 в Ротердам, Холандия който играе на поста нападател. Състезател на френския Тулуза и националния отбор на Мароко. Участник на Мондиал 2022.